# چارلز دریک
چارلز دراک (انگلیسی: Charles Drake؛ ۲ اکتبر ۱۹۱۷ – ۱۰ سپتامبر ۱۹۹۴) یک هنرپیشه اهل ایالات متحده آمریکا بود.
از فیلم‌ها یا برنامه‌های تلویزیونی که وی در آن نقش داشته‌است می‌توان به هاروی، سلام، قهرمان! اشاره کرد.